# Sveti Ivan Žabno
Sveti Ivan Žabno – wieś w Chorwacji, w żupanii kopriwnicko-kriżewczyńskiej, w gminie Sveti Ivan Žabno. W 2011 roku liczyła 1199 mieszkańców.